# Saint-Vincent-la-Commanderie
Saint-Vincent-la-Commanderie település Franciaországban, Drôme megyében. Lakosainak száma 619 fő (2022. január 1.). Saint-Vincent-la-Commanderie Barbières, Bésayes, Charpey, Léoncel és Peyrus községekkel határos.

## Népesség
A település népessége az elmúlt években az alábbi módon változott:
| Lakosok száma | 236  | 229  | 318  | 410  | 505  | 510  | 541  | 568  | 571  | 619  |
|               | 1968 | 1982 | 1990 | 2006 | 2013 | 2015 | 2017 | 2019 | 2020 | 2022 |